# Династія Хар'янта
Дина́стія Гар'янта (हर्यक वंश) — династія, що правила частиною північно-західної Індії. За її володарювання було піднято могуть та престиж Маґадги. Ця династія керувалася магараджами протягом 684–413 років до н. е. З неї починається процес об'єднання північної Індії.

## Історія
Була першою правлячою династією Маґадги. Значний внесок в розбудову держави внесли Бімбісара, Аджаташатру й Удайїн, якими було підкорено царства Анга, Лічхавів (часні території Біхару та Бенгалії). Поступово династія стала наймогутнішою у північній Індії. Це також досягалося союзними угодами з індійськими державами східного та північного Індостану. Втім поступово колишні союзники ставали фактично васалами, залежними від раджів Маґадги. Лише володарі Гандхари та Мадри)Пенджаб) зуміли зберегти свій статус.
За спадкоємців Удайїна влада династії послабилася. Все більше викликало невдоволення населення та знаті. Цим скористався один з міністрів держави на ім'я Шайшунага, який скинув останнього з Хар'янтів — Нагадасаку.

## Економіка
Перші володарі багато уваги приділяли розвитку сільського господарства, ремісництва, торгівлі. Тому династичні угоди з сусідніми раджами супроводжувалися налагодженням торговельних зв'язків у більшій частині й північній та частково у центральній Індії. Розширення держави та її могутності сприяли заснуванню й розбудові міст (найзначущою стала Паталіпутра), куди накопичувалися багатства, товари, перш за все прянощі, пахощі, цінні метали та дерева.

## Релігія
Бімбісара та Аджаташатру сприяли розвитку двох найважливіших тогочасних вірувань — буддизму та джайнізму. Саме підтримка цих володарів сприяла попередньому поширенню цих релігій. Зводяться численні храми, з'являються перші монастирі.